# Big Mommas: Sådan far, sådan son
Big Mommas: Sådan far, sådan son (originaltitel Big Mommas: Like Father, Like Son, även känd som Big Momma's House 3 eller Big Mommas) är en kriminal-komedifilm från 2011, regisserad av John Whitesell och skriven av Matthew Fogel och Don Rhymer. Filmen är den andra uppföljaren till Big Momma's House (2000) och Martin Lawrence fortsätter att spela sin roll som FBI-agenten Malcolm Turner. Jascha Washington tackade nej till att spela Trent Pierce, som han spelat i de två första filmerna, och ersattes av Brandon T. Jackson. Filmen hade premiär den 18 februari 2011.

## Rollista
- Martin Lawrence — Malcolm Turner/Hattie Mae 'Big Momma' Pierce
- Brandon T. Jackson — Trent 'Prodi-G' Turner/Charmaine Daisy Pierce
- Jessica Lucas — Haley Robinson
- Faizon Love — Kurtis Kool
- Tony Curran — Chirkoff
- Portia Doubleday — Jasmine Lee
- Ana Ortiz — Gail
- Sherri Shepherd — Beverly Townsend
- Ken Jeong — Mailman (cameo)
- Susan Griffiths — Cafeteria Girl #1 (cameo)